# Paul Antoine Dubois
Pour les articles homonymes, voir Dubois (patronyme).
Paul Antoine Dubois, né le 7 décembre 1795 à Paris et mort le 29 novembre 1871 à Verneuil-sur-Avre, est un médecin obstétricien français, professeur puis doyen de la Faculté de médecine de Paris. Il est l'accoucheur de l'Impératrice Eugénie.

## Biographie

### Études
Dubois s’est, comme son père Antoine Dubois, distingué dans la pratique de l’obstétrique. Il a commencé ses études à Rennes, avant de revenir les terminer à Paris au lycée Napoléon.
En 1815, il aborde l’étude de la médecine. Bientôt après, à la suite d’un concours, il est nommé interne des hôpitaux. Reçu docteur, en janvier 1818, il est nommé chirurgien-adjoint de la maison royale de santé en 1820, puis professeur-adjoint à l’hospice de la Maternité.
En 1824, il obtient au concours le titre d’agrégé de chirurgie.

### Carrière
En 1825, il remplace son père comme professeur et chirurgien en chef à l’hospice de la Maternité. 
En 1834, lors du remaniement du personnel de la Faculté de médecine de Paris, il obtient, à la suite d’un concours, la première chaire de clinique d’accouchement,
En 1852, est nommé doyen de la Faculté de médecine de Paris, en remplacement de Pierre Honoré Bérard. Il est doyen honoraire en 1862.
En 1863, une défaillance de la mémoire, premier symptôme d’un trouble mental par la suite confirmé l’a contraint à prendre sa retraite.

## Autres activités et honneurs
Nommé accoucheur de l’Impératrice Eugénie, il reçoit, après la naissance du Prince impérial en 1856, le grade de commandeur de la Légion d’honneur. 
Membre associé de l’Académie de médecine depuis 1823, il en est membre titulaire (section chirurgie) en 1836 et le président pour l'année 1843. 
Membre de l'Institut en 1870.

## Travaux et publications
Il se distinguait par son habileté dans le diagnostic, sa manière claire et éloquente de donner des conférences, et une facilité particulière pour la transmission des connaissances.
- Propositions sur diverses parties de l'art de guérir, Paris, 1818. Thèse de doctorat.
- Quaenam in curanda fistula lacrymali, praestantior methodus ?, Paris, 1824. Thèse d'agrégation.
- Traité complet de l'art des accouchements, en collaboration avec Charles Pajot, Paris, Béchet, 1849-1860, deux parties en un volume[3].
- Sur les avantages de la réunion immédiate des plaies après les amputations, Gazette des Hôpitaux.
- L’auscultation appliquée à l’étude de la grossesse, Archives de Médecine.
- Quelques déterminations instinctives du fœtus humain, Mémoires de l'Académie de Médecine.